# Nygade Teatret
Nygade Teatret var et teater og senere en biograf beliggende på Nygade 3 på Strøget i København (lige til højre for den nuværende Normal-hjørnebutik).

## Historie
Teatret, der havde 433 pladser, blev indviet i 1941 i nogle lokaler, der tidligere rummede en biograf. Det lukkede allerede i 1956. Lokalerne blev efterfølgende brugt til en biograf. Biografen lukkede i 1986.

## Repertoire
Genremæssigt befandt teatrets opsætninger sig ofte i den lettere ende; med bl.a. farcer som Charleys Tante. Knud Pheiffer stod fra midten af 1940'erne for sommerrevyerne på stedet. Den sidste opsætning var Finn Methlings Den kinesiske æske. 
Om den efterfølgende biografs repertoire skriver Jørgen Stegelmann i bogen Mine biografer om Nygade Teatrets oprindelige repertoire, at "man anede en bevidst kunstnerisk linje, et ønske om at spille store film og ikke lade sig friste af storfilm", men at dette senere blev til et "rodet og ubestemmeligt repertoire" med bl.a. den franske sexfilm Emmanuelle (1974). 
|  | Denne artikel om en bygning eller et bygningsværk kan blive bedre, hvis der indsættes et (bedre) billede. Du kan hjælpe ved at afsøge Wikimedia Commons for et passende billede eller lægge et op på Wikimedia Commons med en af de tilladte licenser og indsætte det i artiklen. |

55°40′42″N 12°34′25″Ø / 55.67822°N 12.57367°Ø